# Черезето (Алесандрија)
Черезето (итал. Cereseto) је насеље у Италији у округу Алесандрија, региону Пијемонт.
Према процени из 2011. у насељу је живело 279 становника. Насеље се налази на надморској висини од 230 м.

## Становништво
Према резултатима пописа становништва 2011. у општини је живело 457 становника.
| 1931. | 1936. | 1951. | 1961. | 1971. | 1981. | 1991. | 2001. | 2011. |
| ----- | ----- | ----- | ----- | ----- | ----- | ----- | ----- | ----- |
| 1.238 | 1.141 | 1.037 | 819   | 618   | 493   | 426   | 431   | 457   |